# Truong Chinh
Truong Chinh (vietnamsky Trường Chinh, vl. jménem Đặng Xuân Khu), 1907–1988 byl vietnamský politik, prezident VSR v letech 1981–1987.

## Biografie

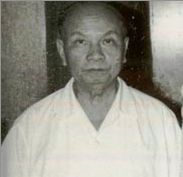
Trường Chinh (fotografie z roku 1978).

Přidal se k Vietnamské komunistické straně ve třicátých letech 20. století, brzy po jejím založení. Jako výraz svého obdivu k Mao Ce-tungovi si zvolil pseudonym Truong Chinh, což znamená "Dlouhý pochod". V letech 1940–56 byl prvním tajemníkem komunistické strany. Po účasti v odboji proti Francii a poté, co KS de facto ovládla severní Vietnam, vedl Truong Chinh na počátku padesátých let zemědělské reformy podle maovského vzoru, tyto reformy však skončily tragickým neúspěchem a hladomorem. Když se později většina vedení KS začala přiklánět k Sovětskému svazu, Truong Chinh nadále podporoval vztahy s Čínou. Proto po r. 1956 přišel o svůj post, ale nadále zůstal v politbyru.

Po sjednocení Vietnamu v r. 1975 uspěl v mocenském boji uvnitř KS a v r. 1981 se stal prezidentem VSR. V této funkci zůstal až do r. 1987, kdy podal ze zdravotních důvodů i kvůli novým bojům uvnitř strany demisi. V r. 1986 byl po smrti Le Zuana znovu krátce generálním tajemníkem strany (červenec-prosinec). V letech 1960–1981 zastával také funkci předsedy Národního shromáždění. Psal rovněž poezii pod pseudonymem Song Hong (viet. Sóng Hồng).

## Vyznamenání
- Řád Klementa Gottwalda (Československo, 20. února 1987)[1]
- Leninův řád (Sovětský svaz, 22. ledna 1982)
- Řád zlaté hvězdy (Vietnam)